# Norvegia ai Giochi della XVII Olimpiade
La Norvegia partecipò ai Giochi della XVII Olimpiade che si sono svolti a Roma dal 25 agosto all'11 settembre 1960, con una delegazione di 40 atleti impegnati in undici discipline per un totale di 39 competizioni. Portabandiera alla cerimonia di apertura fu il trentacinquenne martellista Sverre Strandli, alla sua terza Olimpiade.
La squadra norvegese, sempre presente ai Giochi da Parigi 1900, conquistò una medaglia d'oro nella vela.

## Medaglie
| Medaglia | Atleta                         | Sport | Evento          |
| -------- | ------------------------------ | ----- | --------------- |
| Oro      | Peder Lunde Jr. Bjørn Bergvall | Vela  | Flying Dutchman |